# Фитонцид
Фитонцидите представляват летливи (рядко нелетливи) фракции на етеричните масла, способни да убиват микробите или да инхибират тяхното развитие. Имат различен химичен състав и служат за защита от микроорганизми при голяма част от растенията. Изразени фитонцидни свойства имат лукът, чесънът, хрянът, боровите връхчета, лимонът, равнецът и други. Те са способни за няколко минути да убият причинителите на туберкулозата, тифа, дифтерията и др.